# هيثر ماتاراتزو
واسمها هيثر كريستينا ماري ماتاراتزو (بالإنجليزية: Heather Christina Marie Matarazzo)‏ وهي ممثلة أمريكية ولدت في 10 نوفمبر 1982 في أويستير باي، نيويورك في الولايات المتحدة ومن أبرز الافلام التي مثلتها هي فلم هوستل 2.

## روابط خارجية
- هيثر ماتاراتزو على موقع IMDb (الإنجليزية)
- هيثر ماتاراتزو على موقع ألو سيني (الفرنسية)
- هيثر ماتاراتزو على موقع تيرنر كلاسيك موفيز (الإنجليزية)
- هيثر ماتاراتزو على موقع أول موفي (الإنجليزية)
- هيثر ماتاراتزو على موقع قاعدة بيانات برودواي على الإنترنت (الإنجليزية)
- هيثر ماتاراتزو على موقع قاعدة بيانات الأفلام السويدية (السويدية)
- هيثر ماتاراتزو على موقع إن إن دي بي (الإنجليزية)
- هيثر ماتاراتزو على موقع قاعدة بيانات الفيلم (الإنجليزية)
- هيثر ماتاراتزو على موقع كينوبويسك (الروسية)